# Johann Nobis

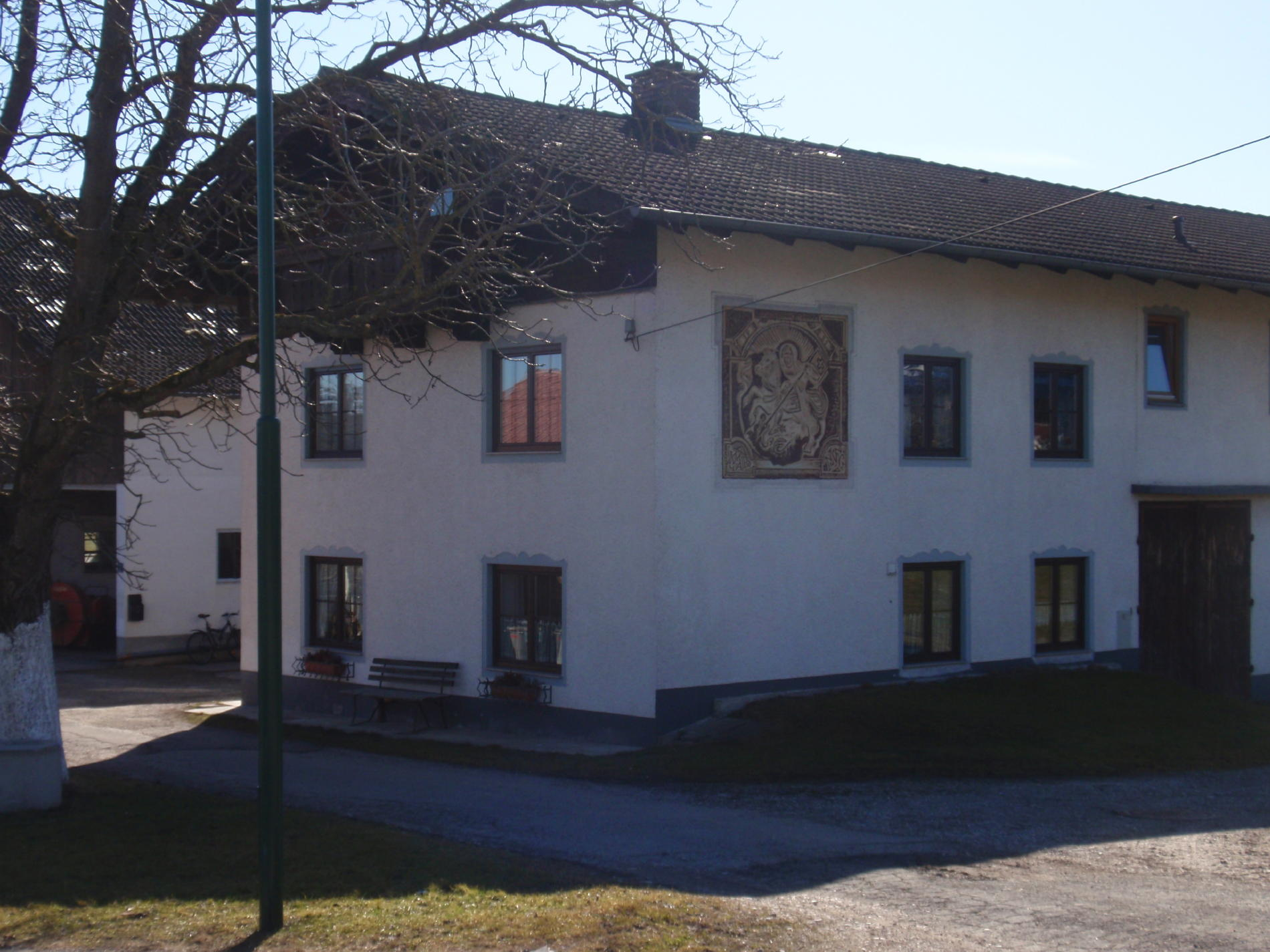
Das Geburtshaus von Johann Nobis in Holzhausen/St. Georgen

Johann Nobis (* 16. April 1899 in St. Georgen bei Salzburg; † 6. Januar 1940 in Berlin-Plötzensee) war ein österreichischer Kriegsdienstverweigerer während der Zeit des Nationalsozialismus, der wegen sogenannter Zersetzung der Wehrkraft zum Tode verurteilt und hingerichtet wurde.

## Leben
Johann Nobis wurde als Sohn eines Bauern auf dem sogenannten Schmiedbauernhof in Holzhausen, Gemeinde St. Georgen, geboren. Er nahm als Soldat am Ersten Weltkrieg teil. Später arbeitete er als Hilfsarbeiter bei einer Baufirma in Salzburg, wo er „vermutlich Kontakte zu den Zeugen Jehovas geknüpft“ und sich dieser christlichen Religionsgemeinschaft angeschlossen hat.
Nachdem im März 1938 der „Anschluss“ Österreichs an das nationalsozialistische Deutsche Reich erfolgt war, sollte Nobis 1939 zum Wehrdienst in die Wehrmacht eingezogen werden. Er verweigerte jedoch aufgrund seines Glaubens diesen sowie den Treueid auf Adolf Hitler. Nobis wurde daraufhin von den Nationalsozialisten verhaftet und am 23. November 1939 wegen Zersetzung der Wehrkraft vom Reichskriegsgericht zum Tode verurteilt, und am 20. Dezember 1939 in das Strafgefängnis Berlin-Plötzensee eingeliefert, wo er am 6. Januar 1940 hingerichtet wurde.
Am Tag seiner Hinrichtung wurden fünf weitere Zeugen Jehovas aus Salzburg hingerichtet.
Sein jüngerer Bruder, Matthias Nobis (* 15. Januar 1910 in St. Georgen), gehörte auch den Zeugen Jehovas an und wurde am 20. Dezember 1939 ebenfalls wegen Wehrkraftzersetzung vom Reichskriegsgericht zum Tode verurteilt und am 26. Januar 1940 in Berlin-Plötzensee hingerichtet.

## Aufarbeitung und Gedenken

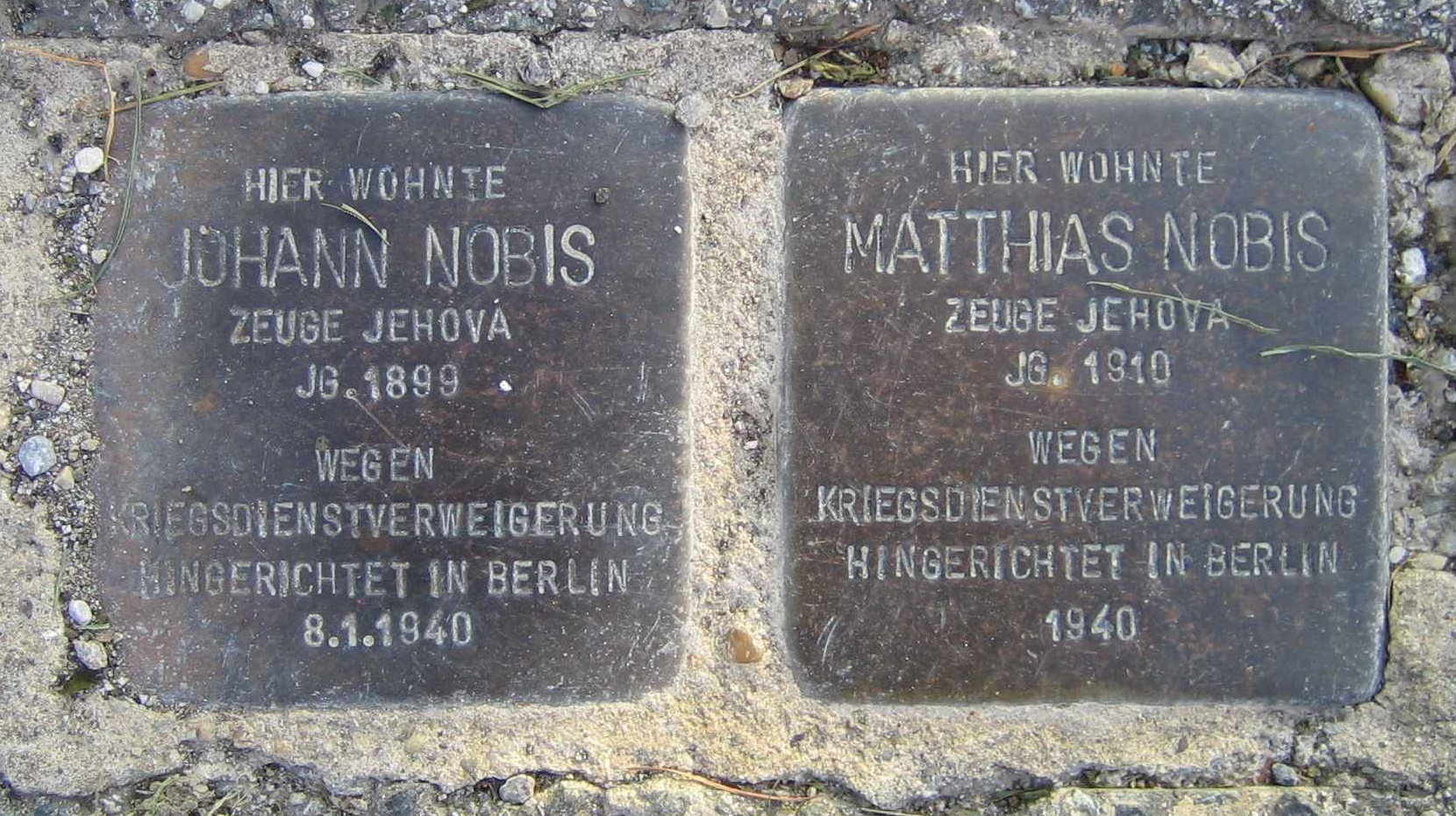
Die Stolpersteine für die beiden 1940 hingerichteten Zeugen Jehovas, Johann und Matthias Nobis

Der von Matthias Nobis aus der Haft in Berlin an seine Eltern geschriebene Abschiedsbrief vom 2. Januar 1940, der sich im Familienbesitz befand, wurde später von der Familienangehörigen Gertraud (Feichtinger-)Nobis an das Dokumentationsarchiv des österreichischen Widerstandes (DÖW) in Wien übergeben.
Am 19. Juli 1997 verlegte der deutsche Künstler Gunter Demnig vor dem Geburtshaus von Nobis in St. Georgen zwei „Stolpersteine“, zum Gedenken an Johann Nobis und seinen Bruder Matthias Nobis.
Es handelte sich dabei um die ersten zwei behördlich genehmigten Stolpersteine, nachdem Demnig sein Langzeit-Gedenkprojekt bereits 1995 begonnen und seitdem mehrere „ungenehmigte Verlegungen“ von Stolpersteinen vorgenommen hatte. Die Verlegung in St. Georgen ging auf eine Initiative des aus dem Ort stammenden Gründers des Vereins Gedenkdienst, Andreas Maislinger, zurück und hatte die Zustimmung und Unterstützung des Bürgermeisters, Friedrich Amerhauser, gefunden.
Im Rahmen des Projekts A Letter To The Stars wurde ein „Brief in den Himmel an Johann Nobis“ verfasst und am 5. Mai 2003 an einem weißen Luftballon befestigt vom Wiener Heldenplatz aus in den Himmel geschickt, gemeinsam mit rund 80.000 weiteren Briefen an jeweils einem weißen Luftballon.